# Southsea Castle
Southsea Castle är en befästning i Portsmouth i England. Befästningen är belägen längst söderut på halvön Portsea Island och avsåg skydda Portsmouth Harbour. Den första befästningen uppfördes av Henrik VIII 1544. Den är klassificerad som ett Scheduled Monument.